# لوكاس ريبيرو
لوكاس ريبيرو (بالبرتغالية: Lucas Ribeiro dos Santos‏) (19 يناير 1999 في البرازيل - ) هو لاعب كرة قدم برازيلي في مركز قلب الدفاع.

## وصلات خارجية
- لوكاس ريبيرو على موقع قاعدة بيانات كرة القدم.إي يو (الإنجليزية)
- لوكاس ريبيرو على موقع Soccerway.com (الإنجليزية)
- لوكاس ريبيرو على موقع عالم كرة القدم.نت (الإنجليزية)